# Петрівка (Миколаївський район)
Петрі́вка — село в Україні, у Веснянській сільській громаді Миколаївського району Миколаївської області. Населення становить 1160 осіб. Колишній орган місцевого самоврядування— Петрівська сільська рада.